# Войславиці (Піньчовський повіт)
Войславиці (пол. Wojsławice) — село в Польщі, у гміні Злота Піньчовського повіту Свентокшиського воєводства.
Населення — 208 осіб (2011).
У 1975-1998 роках село належало до Келецького воєводства.

## Демографія
Демографічна структура на день 31 березня 2011 року:
|          | Загалом | Допрацездатний вік | Працездатний вік | Постпрацездатний вік |
| -------- | ------- | ------------------ | ---------------- | -------------------- |
| Чоловіки | 105     | 18                 | 72               | 15                   |
| Жінки    | 103     | 21                 | 56               | 26                   |
| Разом    | 208     | 39                 | 128              | 41                   |